# 魯伊山
42°51′46″N 22°34′32″E / 42.86278°N 22.57556°E

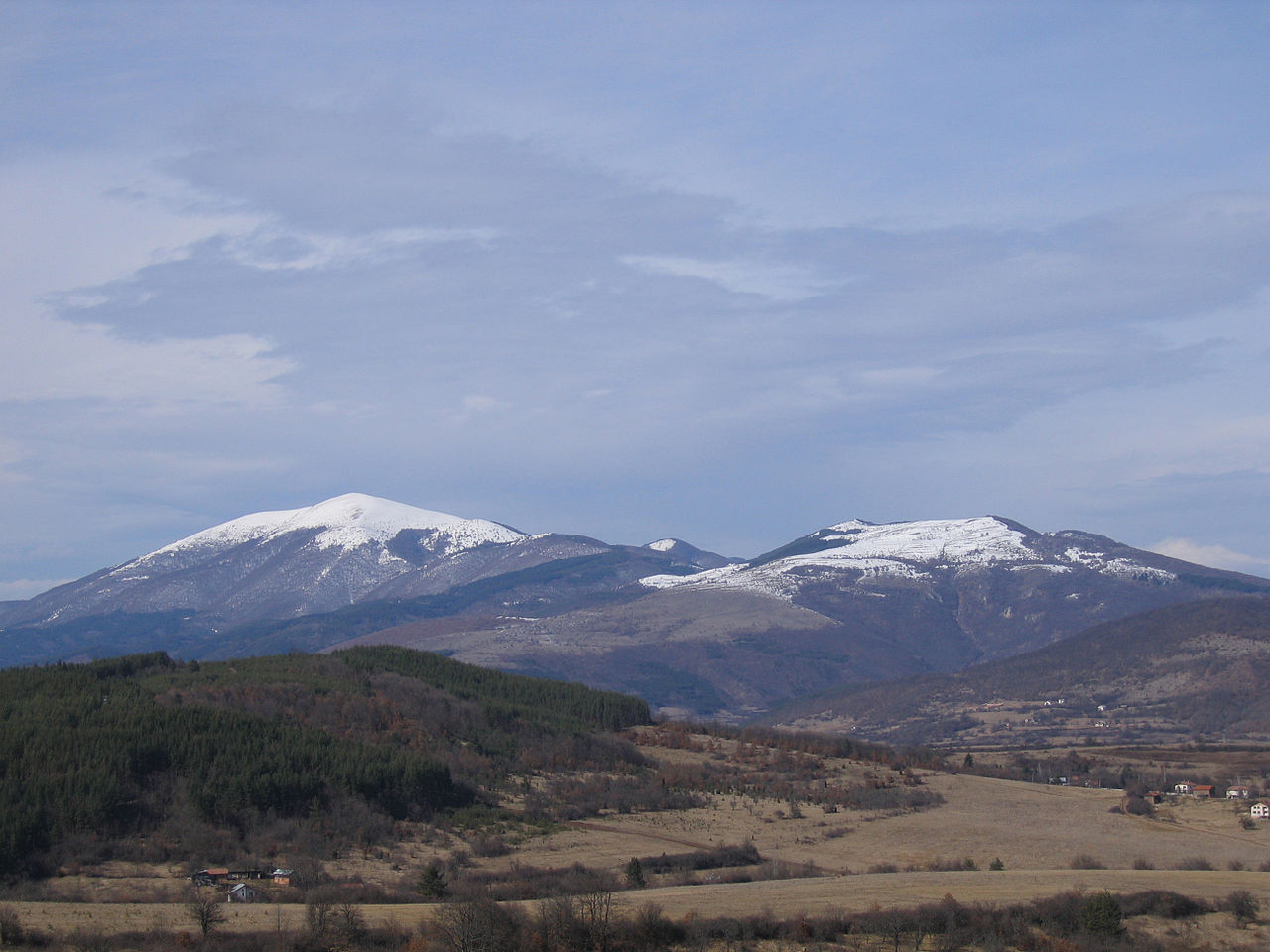

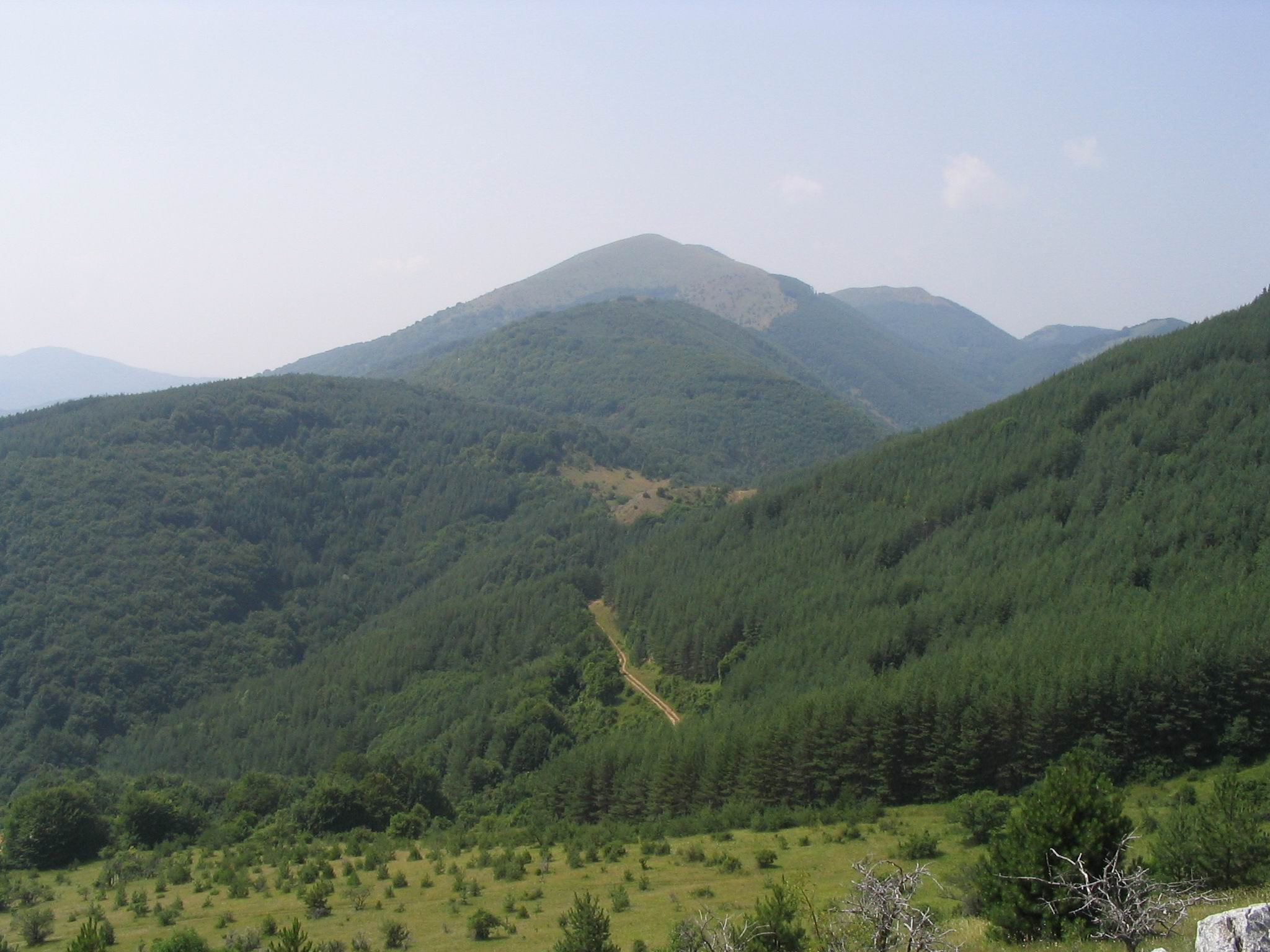

魯伊山是東南歐的山峰，處於塞爾維亞和保加利亞接壤的邊境，面積約86平方公里，海拔高度1,706米，山體由片麻岩、頁岩、角閃岩、花崗岩組成。